# Sedlec u Náměště nad Oslavou

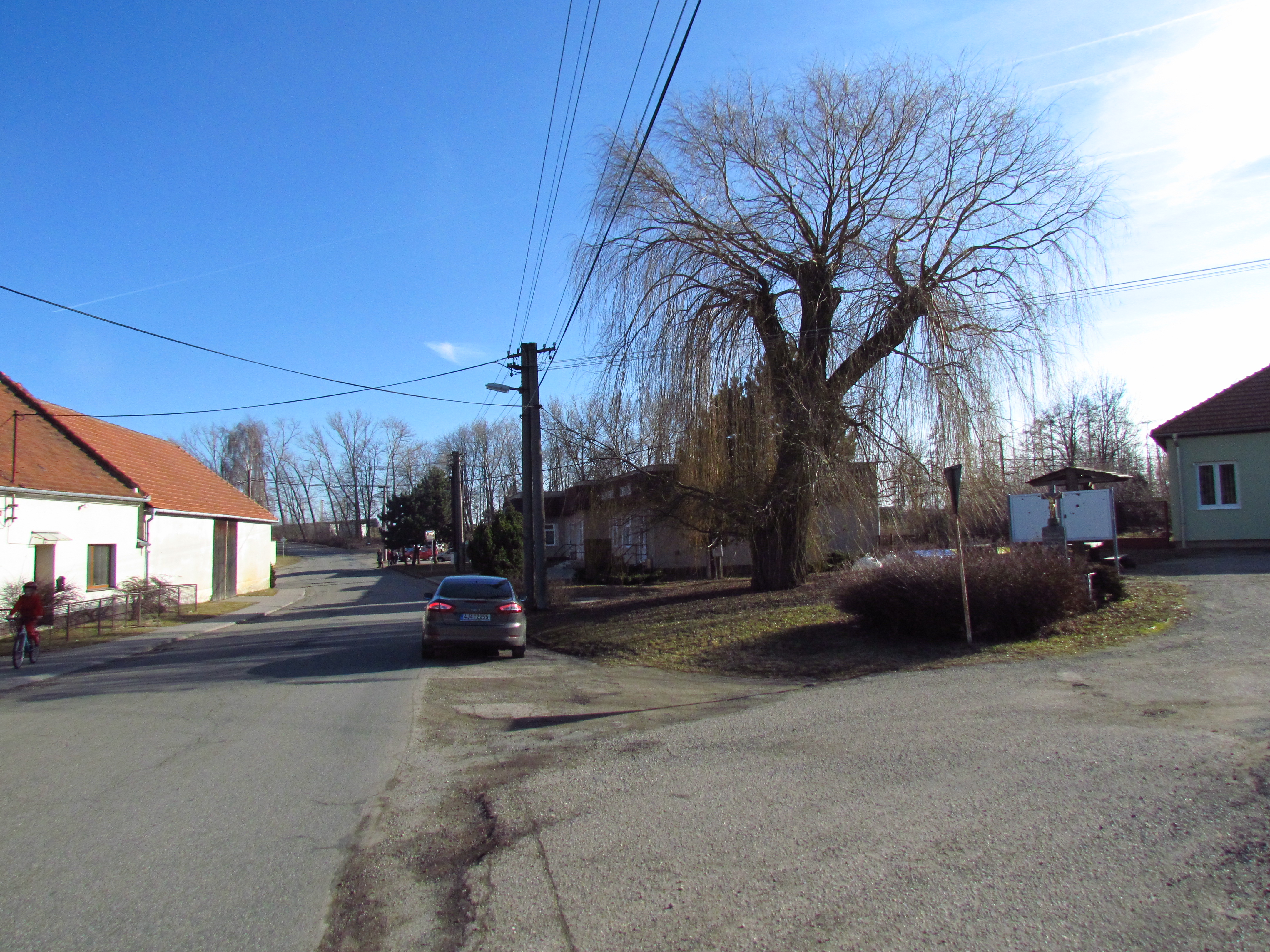
Dorfplatz

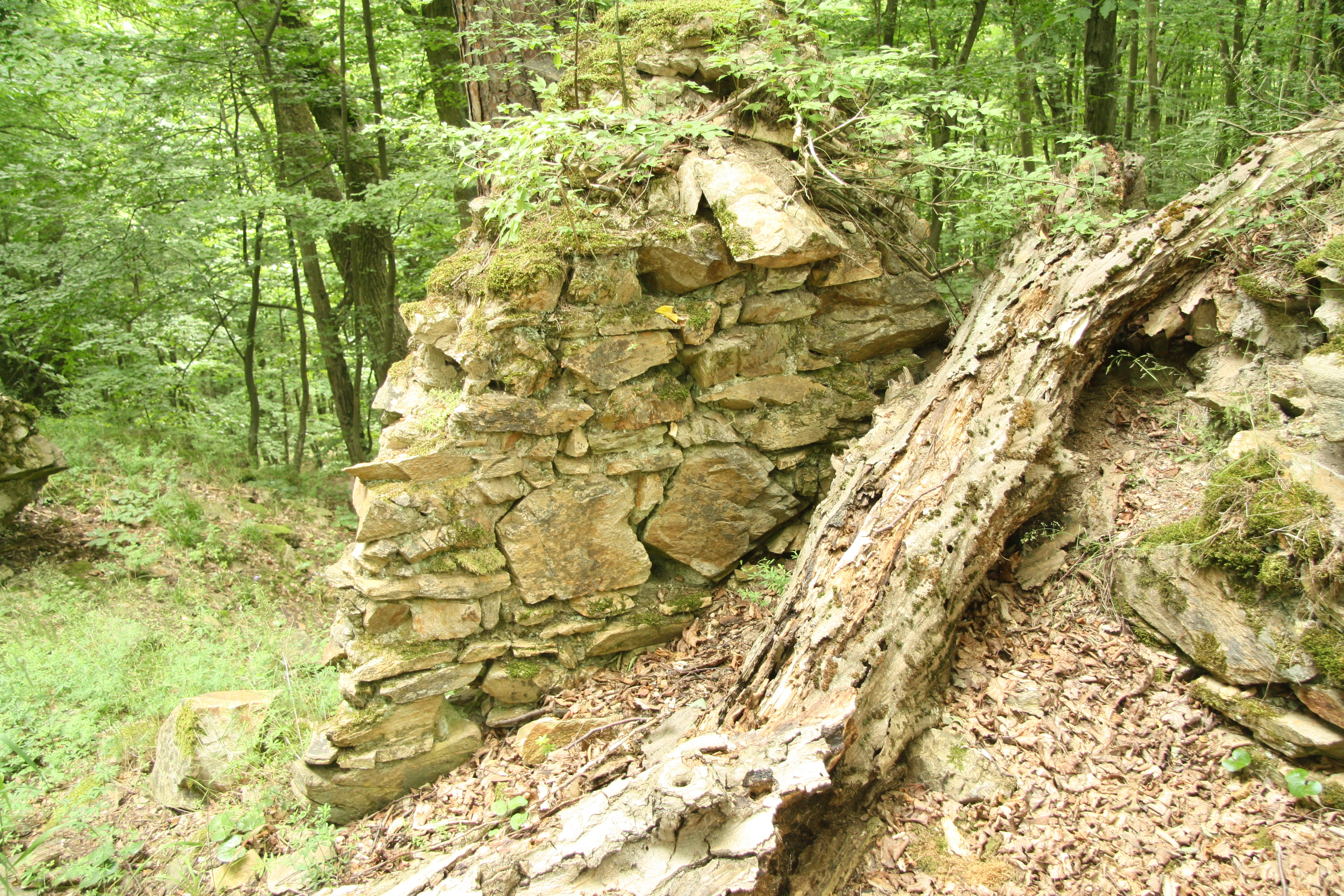
Reste der Burg Sedlecký hrad

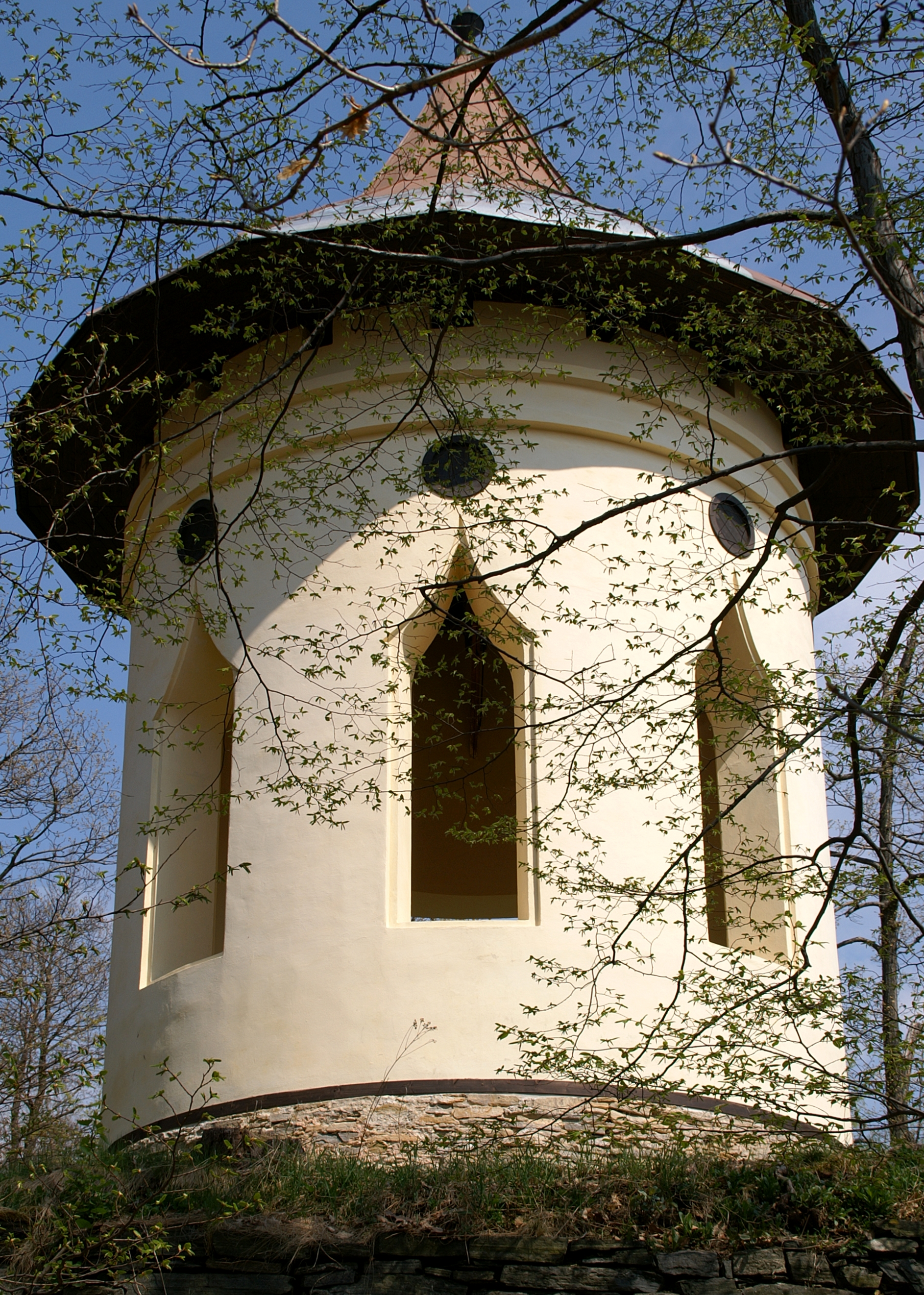
Altan "Gloriette"

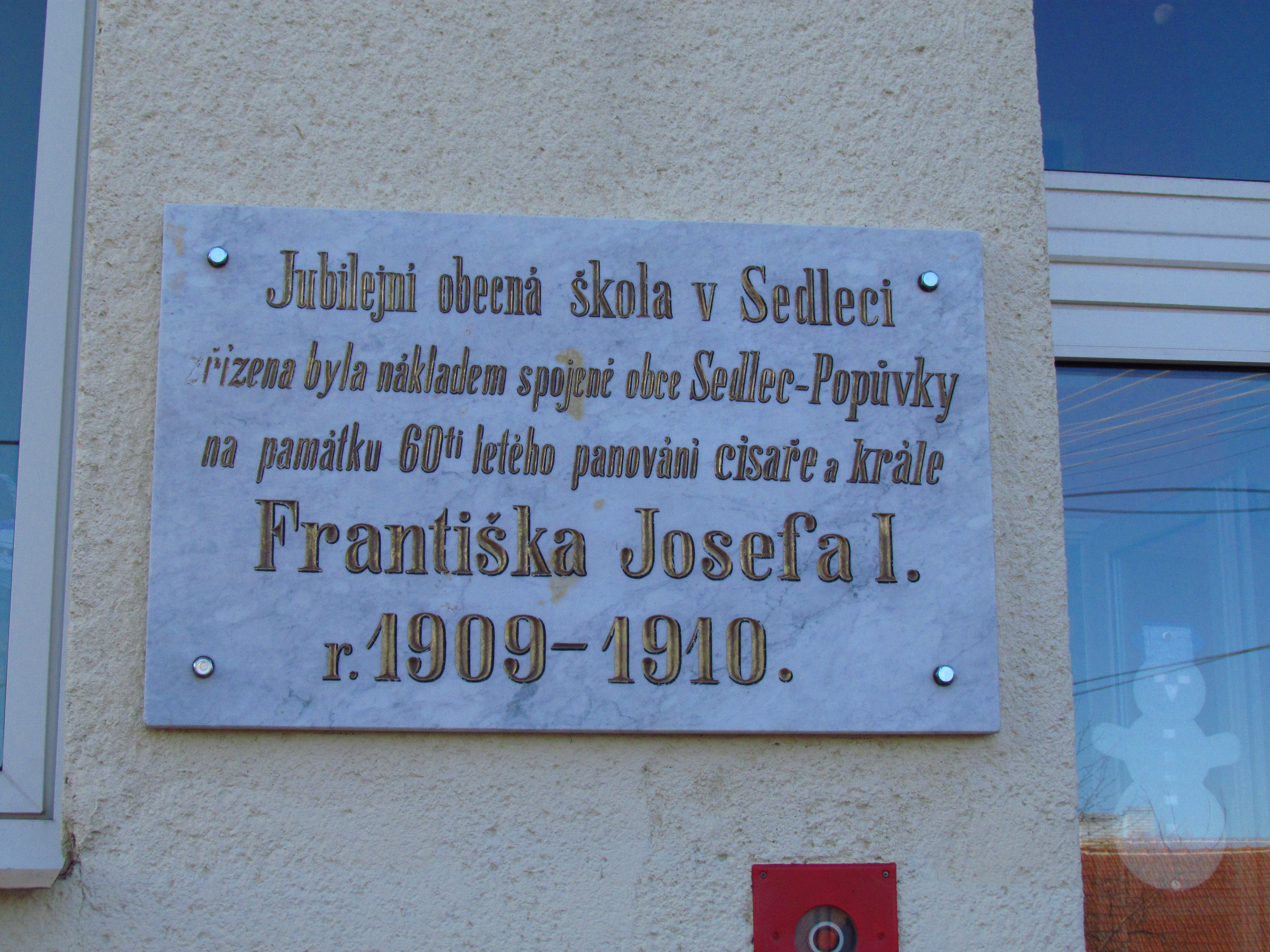
Gedenktafel an der Schule

Sedlec (deutsch Sedletz) ist eine Gemeinde in Tschechien. Sie liegt fünf Kilometer südlich von Náměšť nad Oslavou und gehört zum Okres Třebíč.

## Geographie
Sedlec befindet sich auf einer Hochebene der Jevišovická pahorkatina (Jaispitzer Hügelland) im Süden der Böhmisch-Mährischen Höhe. Im Ort entspringt der Bach Hučák. Westlich und südlich des Dorfes erstreckt sich der Militärflugplatz Náměšť. Östlich liegt das tief eingeschnittene Oslavatal (Nationales Naturreservat Divoká Oslava), gegen Westen das mit dem Stausee Dalešice geflutete Jihlavatal. Im Nordwesten erhebt sich die Babí hora (472 m n.m.).
Nachbarorte sind Vícenice u Náměště nad Oslavou und Zňátky im Norden, U Vlasáka, Velkopolský Dvůr und Kralice nad Oslavou im Nordosten, Březník im Osten, Kuroslepy, Vlčí Kopec und Kladeruby nad Oslavou im Südosten, Sedlecký Dvůr, Sedlecká myslivna, Kramolín und Popůvky im Süden, Stropešín und Wilsonka im Südwesten, Hartvíkovice im Westen sowie Třesov, Studenec und Okarec im Nordwesten. 

## Geschichte
Archäologische Funde belegen eine Besiedlung des Gemeindegebietes während der Jungsteinzeit. Die unter den Trümmern der Burg Sedlecký hrad aufgefundenen Reste schwarzpolierter Keramik sind dem späten Neolith zuzuordnen. In der Flur Pod hradem wurden zahlreiche Keramikfragmente der Lengyel-Kultur aufgefunden. Die nächsten Nachweise einer Besiedlung stammen erst aus der Latènezeit.
Die erste schriftliche Erwähnung des Dorfes erfolgte 1101 in der Gründungsurkunde des Klosters Mariä Himmelfahrt in Třebíč. Sedlec gehörte zu den Gütern links der Jihlava, die Herzog Ulrich von Brünn den Benediktinern gestiftet hatte. Beim Kumaneneinfall von 1304 wurde Sedlec niedergebrannt. In Sedlec bestand ein Lehnshof des Trebitscher Klosters; einer der Lehnleute errichtete um 1370 auf dem Sporn gegenüber der Burg Lamberk eine neue Burg (Sedlecký hrad), die den Klosterbesitz gegen Angriffe der Ritter vom Lamberg schützen sollte. 1378 ist Michek von Sedlec nachweislich; er kaufte zu dieser Zeit den Hof und das Dorf Pozdětín von Vachek von Pozdětín. Als 1430 die Taboriten unter Andreas Prokop Třebíč eroberten und bis 1435 hielten, wurden sowohl das Kloster als auch dessen Dörfer verwüstet. Die Neue Burg erlosch nach 1440, ihr Name ist nur 1445 im Urbar der Herrschaft Namiescht im Zusammenhang mit einer Wiese unterhalb der Burg sowie den Wäldern gegenüber der Neuen Burg und Lamberk aufzufinden. Zikmund Prvák, der zwischen 1436 und 1464 als Besitzer des Hofes Sedlec nachweisbar ist, war durch Kredite bei Vladiken der Umgebung überschuldet. Der Abt Matthäus verpfändete das Gut 1465 für 630 Gulden an die Brüder Peschek und Jakob von Lauterbach aus Böhmen. Während des Böhmisch-ungarischen Krieges lagerte im Mai 1468 das böhmische Heer unter Herzog Viktorin in der Gegend, ehe er nach Třebíč weiterzog. Der ungarische König Matthias Corvinus verkaufte das Gut Sedlec in dem Jahre ungeachtet bestehender Pfandverhältnisse an die Herren von Boskowitz. Wilhelm von Pernstein erwarb Sedlec 1491 zurück und vereinigte das Dorf wieder mit den Trebitscher Gütern. Vratislav von Pernstein verkaufte 1556 die Trebitscher Güter an Ulrich von Lomnitz auf Namiescht. Nach dem Aussterben der Herren von Lomnitz fiel die Herrschaft den Herren von Zierotin zu. Im Jahre 1606 litt das Dorf stark unter dem Einfall der Bocskaischen Horden. Während des Dreißigjährigen Krieges erwarb 1628 Albrecht von Waldstein die Herrschaft und veräußerte sie bald an Johann Baptist Verda von Verdenberg, der die Herrschaft Namiescht 1630 zur Grafschaft erheben ließ. Im Jahre 1674 bestand Sedlec aus 19 Bauerngütern und zwei Häuslern; vier weitere Bauerngüter lagen wüst. Nachfolgende Grundherren waren ab 1666 die Herren von Enckevort, danach ab 1743 die Grafen von Kuefstein und ab 1752 die Grafen Haugwitz. Unter den Grafen Haugwitz erfolgte eine Gestaltung des Oslawatals zum Jagd- und Erholungsgebiet.
Im Jahre 1842 bestand das im Znaimer Kreis auf einer Anhöhe gelegene Dorf Sedletz bzw. Sedlec aus 53 Häusern, in denen 387 Personen lebten. Im Ort gab es ein Wirtshaus. Abseits lag ein herrschaftlicher Meierhof. Bis zur Mitte des 19. Jahrhunderts blieb Sedletz der Fideikommissgrafschaft Namiescht untertänig.
Nach der Aufhebung der Patrimonialherrschaften bildete Sedlec / Sedletz ab 1849 mit dem Ortsteil Popůvky eine Gemeinde im Gerichtsbezirk Namiest. 1855 wurde in Sedlec eine Dorfschule eröffnet. Ab 1869 gehörte Sedlec zum Bezirk Trebitsch. Zu dieser Zeit hatte das Dorf 439 Einwohner und bestand aus 57 Häusern. 1889 erfolgte die Erweiterung der Schule einschließlich des Anbaus einer Kapelle. Im Jahre 1900 lebten in Sedlec 461 Personen; 1910 waren es 446. In den Jahren 1909–1910 erfolgte der Bau eines neuen Schulhauses für den dreiklassigen Unterricht; es wurde zum Gedenken an das 60. Thronjubiläum Kaiser Franz Josephs I. als Kaiser-Franz-Joseph-Jubiläumsschule eröffnet. Popůvky löste sich am 1. Januar 1920 los und bildete eine eigene Gemeinde. Beim Zensus von 1921 lebten in den 79 Häusern der Gemeinde 472 Personen, darunter 471 Tschechen. Im Oktober 1928 erfolgte die Elektrifizierung des Dorfes. Die Gründung der Freiwilligen Feuerwehr war am 1. Dezember 1929. Im Jahre 1930 bestand Sedlec aus 86 Häusern und hatte 471 Einwohner. Zwischen 1939 und 1945 gehörte Sedlec / Sedletz zum Protektorat Böhmen und Mähren. 1948 erfolgte die Umgliederung in den Okres Velká Bíteš. Im Jahre 1950 hatte Sedlec 385 Einwohner. 1956 wurde neben dem Dorf mit dem Bau des Militärflugplatzes Náměšť begonnen, die ersten beiden Flugzeuge trafen am 2. November 1959 ein. Die Gründung der JZD Sedlec erfolgte ebenfalls 1956; sie fusionierte 1973 mit der JZD Hartvíkovice und 1976 mit der JZD Studenice. Im Zuge der Gebietsreform und der Aufhebung des Okres Velká Bíteš wurde die Gemeinde am 1. Juli 1960 wieder dem Okres Třebíč zugewiesen. Zum 1. Januar 1980 wurde Sedlec nach Náměšť nad Oslavou eingemeindet; seit dem 1. August 1990 besteht die Gemeinde wieder. Beim Zensus von 2001 lebten in den 97 Häusern von Sedlec 263 Personen. 

## Gemeindegliederung
Für die Gemeinde Sedlec sind keine Ortsteile ausgewiesen. Das Gemeindegebiet bildet den Katastralbezirk Sedlec u Náměště nad Oslavou.

## Sehenswürdigkeiten
- Kapelle auf dem Dorfplatz, das Dach wurde 1996 instand gesetzt.
- Reste der Burg Sedlecký hrad, auch Nový hrad, auf einem Felssporn über einer Flussschleife rechts der Oslava, östlich des Dorfes
- Reste der Burg Lamberk (Langenberg) auf einem Felssporn über einer Flussschleife links der Oslava, östlich des Dorfes
- Drei Kreuze bei der Ruine Sedlecký hrad
- Neogotischer Altan „Gloriette“ über dem Tal der Oslava, östlich des Dorfes. Errichtet 1829–1830 für Heinrich Wilhelm von Haugwitz.
- Eiche an der Gloriette, Baumdenkmal
- Jagdschlösschen Vlčí kopec (Heinrichslust), südöstlich des Dorfes. Errichtet 1829–1830 für Heinrich Wilhelm von Haugwitz. Mit dem Schloss Náměšť nad Oslavou ist Heinrichslust durch die zwischen 1882 und 1884 angelegte Annastraße (Anina cesta) verbunden.
- Wasserfälle der Bäche Cihelka, Kotlík und Hučák sowie Felswand Jinošovnice im Nationalen Naturreservat Divoká Oslava
- Čertův most, steinerne Brücke über den Hučák im Nationalen Naturreservat Divoká Oslava
- Gedenkstein für die Opfer des Ersten Weltkriegs
- Gedenktafel an der ehemaligen Kaiser-Franz-Joseph-Jubiläumsschule
- Sühnestein auf dem Holý kopec, östlich des Dorfes. Er trägt die Inschrift: Hier starb Karl Czepl den 9. Juni 1842.[6]